# Biserica Sfinții Arhangheli Mihail și Gavriil din Călinești-Cuparencu

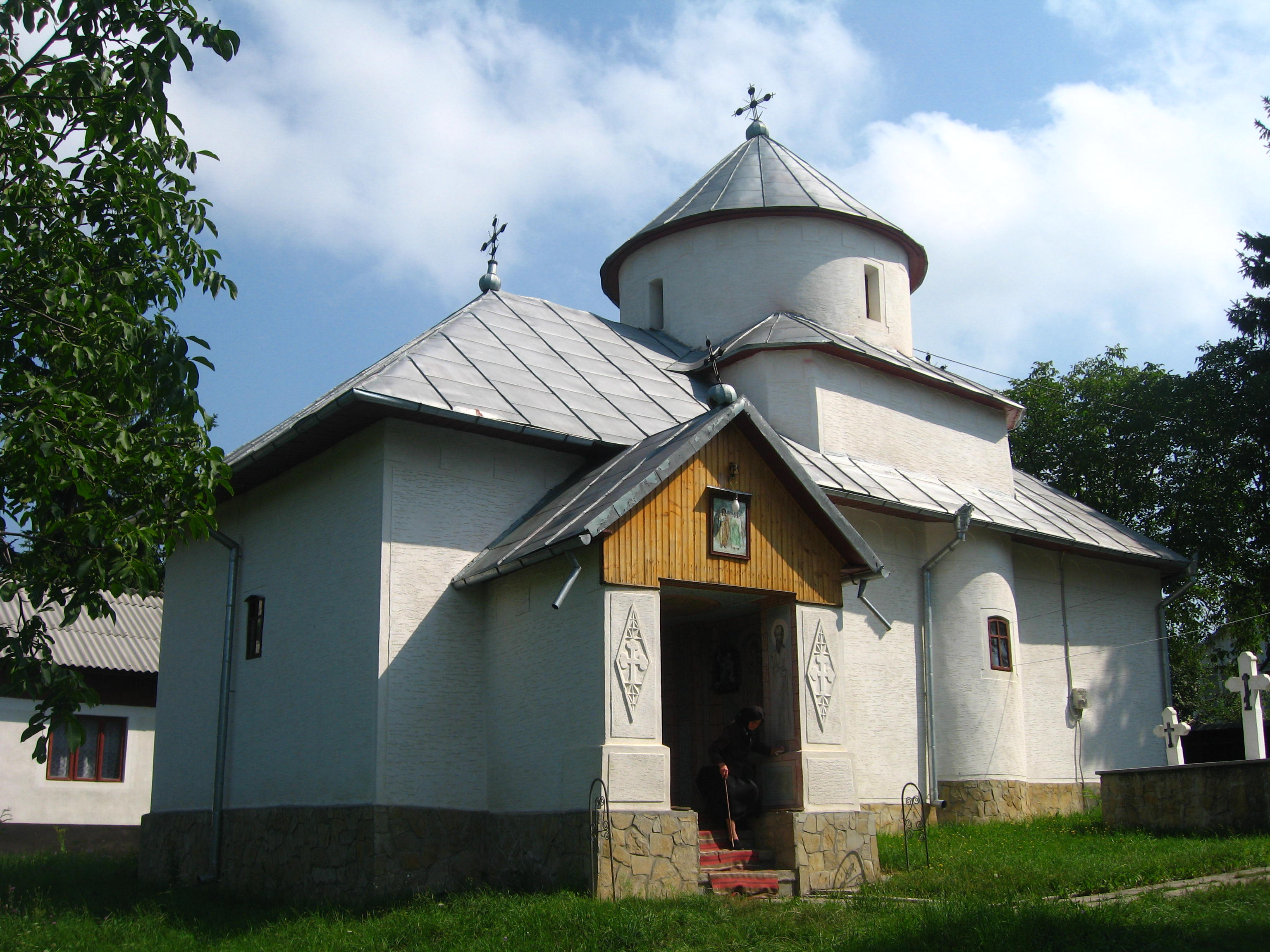
Biserica "Sfinții Arhangheli Mihail și Gavriil" din Călinești-Cuparencu

Biserica „Sfinții Arhangheli Mihail și Gavriil” din Călinești-Cuparencu este o biserică construită între anii 1791-1798 de către mazilul Mihalachi Cuparencu în satul Călinești-Cuparencu din comuna Șerbăuți (județul Suceava). Ea a fost sfințită în anul 1805.
La această biserică a slujit ca dascăl Vasile Eminovici, bunicul poetului Mihai Eminescu (1850-1889). În cimitirul bisericii a fost amenajată o casă memorială a familiei Eminovici, având în față un bust al marelui poet român.

## Istoricul bisericii
Până la construirea actualei biserici, în satul Călinești-Cuparencu a existat o biserică de lemn. Între anii 1791-1798, mazilul Mihalachi Cuparencu a construit o biserică de piatră cu hramul „Sfinții Arhangheli Mihail și Gavriil”. În anul 1798, când s-a finalizat construcția bisericii de piatră, vechea biserică de lemn a fost strămutată în satul Negostina. Prin testamentul său din 1 aprilie 1799, Mihalachi Cuparencu a inclus pe lista beneficiarilor de danii numai pe preotul paroh, iar nu și pe dascăl, deducându-se de aici că la acea dată biserica nu avea dascăl. 
Deși slujbele religioase au început să fie oficiate în noua biserică începând din 1798, lăcașul de cult a fost târnosit abia în toamna anului 1805, după cum consemnează Condica cronicală a enoriei Călineștii lui Cuparencu, document păstrat în parohia Călineștilor, sub forma unui registru tipizat, având foaia de titlu tipărită, cu mențiunea „Cernăuți 1890”. După unele opinii, dascălul Vasile Eminovici, bunicul lui Mihai Eminescu, care a venit în sat în anul 1804, a fost cel care a insistat și l-a convins pe preotul Nicolae Săvescu să sfințească biserica.
În prima jumătate a secolului al XIX-lea, moșia satului Călinești-Cuparencu a fost cumpărată de Adolf Heinrich Marin (1795–1859), inginer ținutal din Cernăuți, de origine austriacă. El a construit un conac înconjurat de un parc cu stejari și alți arbori ornamentali aduși de la Viena, trei iazuri și o livadă. Marin a construit conacul pe pământul unde-și avea căsuța un localnic, Petru Prăjină. După o legendă locală, Prăjină își zidise casa pe locul unde existase anterior o biserică arsă de turci în noaptea de Înviere cu tot cu credincioșii aflați la slujbă, iar printre cei pieriți în incendiu ar fi fost și fiica lui. Inginerul austriac a vrut să cumpere terenul, dar Prăjină nu a vrut să vândă, iar Adolf Marin l-a omorât pentru a pune mâna pe pământul țăranului. După moartea Josefinei Marin (1865–1935), conacul a fost moștenit de fiii ei. Aceștia au fugit în Germania după sfârșitul celui de-al Doilea Război Mondial, chiar înainte de venirea comuniștilor la putere. După instaurarea regimului comunist, sătenii au dărâmat conacul și au distrus parcul.
Printre preoții care au slujit aici sunt de menționat parohii Nicolae Săvescu, Ioan Ștefaniuc (1888–1914) – viitorul arhimandrit mitrofor Inochentie Ștefanelli – și Dimitrie Furtună (1914–1930). 
Perioada păstoririi parohului Ioan Ștefaniuc a fost una dintre cele mai importante. Printre evenimentele petrecute sub păstorirea sa sunt de menționat:
- întocmirea în iunie 1891 a unei liste de subscripție pentru zidirea bisericii ortodoxe din Cacica,
- restaurarea bisericii din Călinești-Cuparencu în 1894,
- aducerea la biserică în martie 1894 a unui număr mare de săteni care „au juruit că nu vor mai bea rachiu” și și-au întărit jurământul prin semnătură, printre aceștia aflându-se și cantorul Ioan Manolovici.[4]

În duminica de 19 iunie 2005 biserica satului a fost renovată și resfințită de către un sobor de preoți în frunte cu arhiepiscopul Pimen Zainea al Sucevei și Rădăuților, după două sute de ani de la momentul primei târnosiri. Înaltul ierarh a dezvelit bustul lui Mihai Eminescu, amplasat în curtea bisericii, realizat de sculptorul botoșănean Marcel Mănăstireanu, și a sfințit Casa documentară Vasile Eminovici. În acel an, satul Călinești-Cuparencu a fost inclus în circuitul Festivalului Literar „Mihai Eminescu”. 

## Arhitectura bisericii
Biserica „Sfinții Arhangheli Mihail și Gavriil” din Călinești-Cuparencu este construită din piatră, având formă de cruce greacă. Clopotnița bisericii s-a aflat inițial la intrarea în biserică, dar a fost mutată ulterior spre poarta de intrare.

## Morminte în curtea bisericii
În curtea bisericii se află mai multe morminte. Aici se află cavoul familiei Marin în care au fost înmormântați următorii: Adolf Heinrich Marin (29 iunie 1795, Kallusch – 2 iulie 1859), Gustav Eduard Marin (11 noiembrie 1835, Cernăuți – 9 aprilie 1912), Ladislaus Marin (20 ianuarie 1840, Cernăuți – 5 decembrie 1901), Valerie Marin (14 septembrie 1841, Cernăuți – ?), Josefine Marin născută Marin (8 august 1865, Praga – 29 noiembrie 1935) și Laura Marin, născută Sluczka.
De asemenea, în jurul bisericii se mai află înmormântați:
- arhimandritul mitrofor Inochentie Ștefanelli (n. 22 februarie/7 martie 1858, Siret – d. 2 iunie 1934).
- preotul Dimitrie Fortună (1 octombrie 1877 – 28 noiembrie 1930) – exarh și paroh. Pe mormânt este o placă cu următoarea inscripție: „Aici odihnește în Domnul Dimitrie Fortună exarh și paroh născ. 1/10 1877 + 28/11 1930 în Calineștii lui Cuparencu. Bate vântul peste apă. Trece timpul greu. Noi mereu te plângem tată. Somnu-ți dormi mereu.”
- presvitera Leocadia Ștefaniuc (1863–1885) – soția parohului Ioan Ștefaniuc. Pe cruce este următoarea inscripție: „Aice odihnesce serva lui Dumnedeu presvitera Leocadia Ștefaniuc, soția presviterului Ioan Ștefaniuc, născ. 1863, repăo. 1885.”
- Maria Ștefaniuc (1884–1892) – fiica parohului Ioan Ștefaniuc. Pe cruce este următoarea inscripție: „Aice odihnesce serva lui Dumnedeu Maria ... Ștefaniuc, fiica parohului Ioan Ștefaniuc din Calinescii lui Cuparencu, născ. 1884, repăo. 1892.”

### Inochentie Ștefanelli
Arhimandritul mitrofor Inochentie Ștefanelli (n. 22 februarie/7 martie 1858, Siret - d. 2 iunie 1934) a fost egumenul Mănăstirii „Sf. Ioan cel Nou” din Suceava. Pe cruce este următoarea inscripție:
„Cripta familiei Ștefanelli. Aici odihnește în Domnul Archimandrit Mitrofor Inocentie Ștefanelli Egumenul sf. Mănăstiri din Suceava decorat cu Ordinul Coroana României în gradul de Comandor, Medalia „Răsplata Muncii pentru biserică” cl. I născut 8 Martie 1858 repausat 2 Iunie 1934. Dormi în senină pace. Pe care ți-au dat'o faptele tale.”

#### Biografie
Inochentie Ștefanelli s-a născut cu numele de Ioan Ștefaniuc. A urmat studii la Gimnaziul de Stat din Cernăuți și apoi la Facultatea de Teologie a Universității din Cernăuți, pe care le-a absolvit în iulie 1882. S-a căsătorit cu Leocadia, fiica parohului și protopresviterului Gheorghe Andronic din Ostrița. Mitropolitul Silvestru Morariu-Andrievici l-a hirotonit diacon la 7 noiembrie 1882 în Catedrala din Cernăuți și apoi preot la 12 noiembrie 1882, în biserica din Bănila Rusească. A fost rânduit pe rând ca preot de ajutor la bisericile din Negrileasa (1/13 decembrie 1882), Cuciur Mare (11/23 februarie 1883), Carapciu pe Ceremuș (17/29 februarie 1884) și apoi Rarancea (23 octombrie/4 noiembrie 1884). A fost numit apoi administrator parohial (1/13 aprilie 1888) și paroh (19/31 decembrie 1889) la biserica din Călinești-Cuparencu. A fost ales în trei perioade ca asistent protopresviterial.
În anul 1914 a fost tuns în monahism, sub numele de Inocentie, și hirotesit protosinghel. La 27 februarie 1914 a fost instalat ca proistos al Mănăstirii „Sf. Ioan cel Nou” din Suceava în prezența delegatului consistorial Ipolit Vorobchievici, arhimandrit și egumen al Mănăstirii Dragomirna. Prim emisul Guvernului Bucovinei nr. 22996/14 din 3 iulie 1914 i s-a schimbat numele din Ștefaniuc în Ștefanelli. I s-au conferit demnitățile de arhimandrit stavrofor (1920) și arhimandrit mitrofor (1923). 
A fost decorat cu Ordinul „Coroana României” în gradul de Comandor (30 decembrie 1922) și cu Medalia „Răsplata Muncii pentru biserică” cl. I (3 octombrie 1925).

## Vasile Eminovici și biserica din Călinești-Cuparencu
Profesorul Vasile Gherasim din Cernăuți a fost prima persoană care a venit la Călinești-Cuparencu, pentru a cerceta originea familiei Eminovici. În toamna anului 1922, el a cercetat, cu sprijinul preotului Dimitrie Fortună, o serie de documente păstrate în arhivele bisericii: Conscripția din anii 1816, 1857, 1859, 1911 (3 vol.); Tabelarnic protocol 1815, 1851 (1 vol.); Condica cununaților 1802–1861, 1861–1902 (2 vol.); Condica născuților 1802–1853 (1 vol.) și Condica morților 1802–1856, 1856–1885 (2 vol.). El a tras concluzia că Vasile Eminovici s-a născut în anul 1780 în satul Călinești-Cuparencu, majoritatea biografilor eminescieni (printre care George Călinescu și George Muntean) susținând apoi această concluzie.
În cartea Legendă și adevăr în biografia lui M. Eminescu, vol. I: Originile (Ed. Cartea Românească, București, 1989), Ion Roșu a înlăturat pe bază de documente ipotezele lui Vasile Gherasim, George Călinescu, Augustin Z.N. Pop, Petru Rezuș și Dimitrie Vatamaniuc, susținând că Vasile Eminovici a venit din Transilvania în Bucovina pentru a ocupa postul vacant de dascăl la Parohia din Călinești-Cuparencu. De altfel, prima menționare a numelui Eminovici în documentele bisericii este în Conscripția asupra tuturor persoanelor din parohia bisericii cu hramul Sf. Îngeri din Călinești și petrecerea lor, din 6 noiembrie 1806. În acel act se precizează că în casa cu numărul 27 locuiesc următorii: „Vasile Eminovici, dascăl; Ioana, soția lui; Agafia, maica lui; Ion, nepotul lui; Elena, mătușa lui”.
Casa de la nr. 27 a fost construită pentru cantorul bisericesc, ea fiind amplasată peste drum de biserică. În această casă au locuit, între anii 1793–1804, familiile Ivanciuleac și Stremciuc. Vasile Eminovici este menționat ca „dascăl din Călineștii lui Cuparencu” la 14 noiembrie 1804, cu prilejul botezului unui copil născut în casa cu nr. 10 din acel sat.
Dascălul Vasile Eminovici și soția sa, Ioana născută Sârghie, au avut opt copii născuți la Călinești-Cuparencu: Maria (1807–1875), Elena (1809–1887), Gheorghe (1812–1884) – tatăl poetului Mihai Eminescu, Ioan (1816–1877), Ștefan (1819–1848), Ana (1821–1907), Catrina (1824–1897) și Iordachie (1827–1827). Vasile Eminovici a murit la 20 februarie 1844.
În anul 2005, satul Călinești-Cuparencu a fost inclus în circuitul de desfășurare a Festivalului Literar „Mihai Eminescu”, organizat sub egida Consiliului Județean Suceava.
La inițiativa ing. Florin Usatiuc din Vatra Dornei și a poetului Ioan Manole, a fost achiziționată o casă bucovineană din lemn (o casă cu cerdac, acoperită cu șindrilă, asemănătoare celei în care a locuit dascălul Vasile Eminovici). Ea a fost strămutată în vechiul cimitir al bisericii, cu acordul obștii și cu binecuvântarea preotului Vasile Popovici, acolo fiind amenajat un „Punct documentar Eminescu”. Casa memorială a fost dotată treptat cu câteva piese de mobilier și obiecte de epocă.
La această casă memorială se poate ajunge fie de la stradă, pe o alee străjuită de meri, fie din curtea bisericii. În fața casei a fost amplasat un bust din bronz al poetului Mihai Eminescu, pe un bloc masiv de andezit; bustul a fost realizat de sculptorul botoșănean Marcel Mănăstireanu.
În semn de apreciere, la 15 ianuarie 2006, Primăria comunei Șerbăuți și revista literară Țara Fagilor au acordat diplome de excelență sculptorului Marcel Mănăstireanu „pentru realizarea bustului poetului Mihai Eminescu” și inginerului Florin Usatiuc „pentru edificarea punctului documentar «Vasile Eminovici» din satul Călinești Cuparencu, jud. Suceava”.
În fiecare an, la 15 ianuarie (aniversarea zilei de naștere a poetului Mihai Eminescu), participanții la Festivalul Literar „Mihai Eminescu” vin la casa memorială și depun o coroană de flori la bustul poetului. După acest moment, la școala din localitate se desfășoară un scurt program literar-muzical. În anul 2009 a avut loc un recital de romanțe, susținut de soliștii Gabriela Teișanu, Elena Rusu și Gavril Dorneanu, acompaniați de orchestra „Tezaur folcloric” a Centrului Județean pentru Conservarea și Promovarea Culturii Tradiționale Suceava, condusă de Marin Constantin Gheorghe.

## Imagini

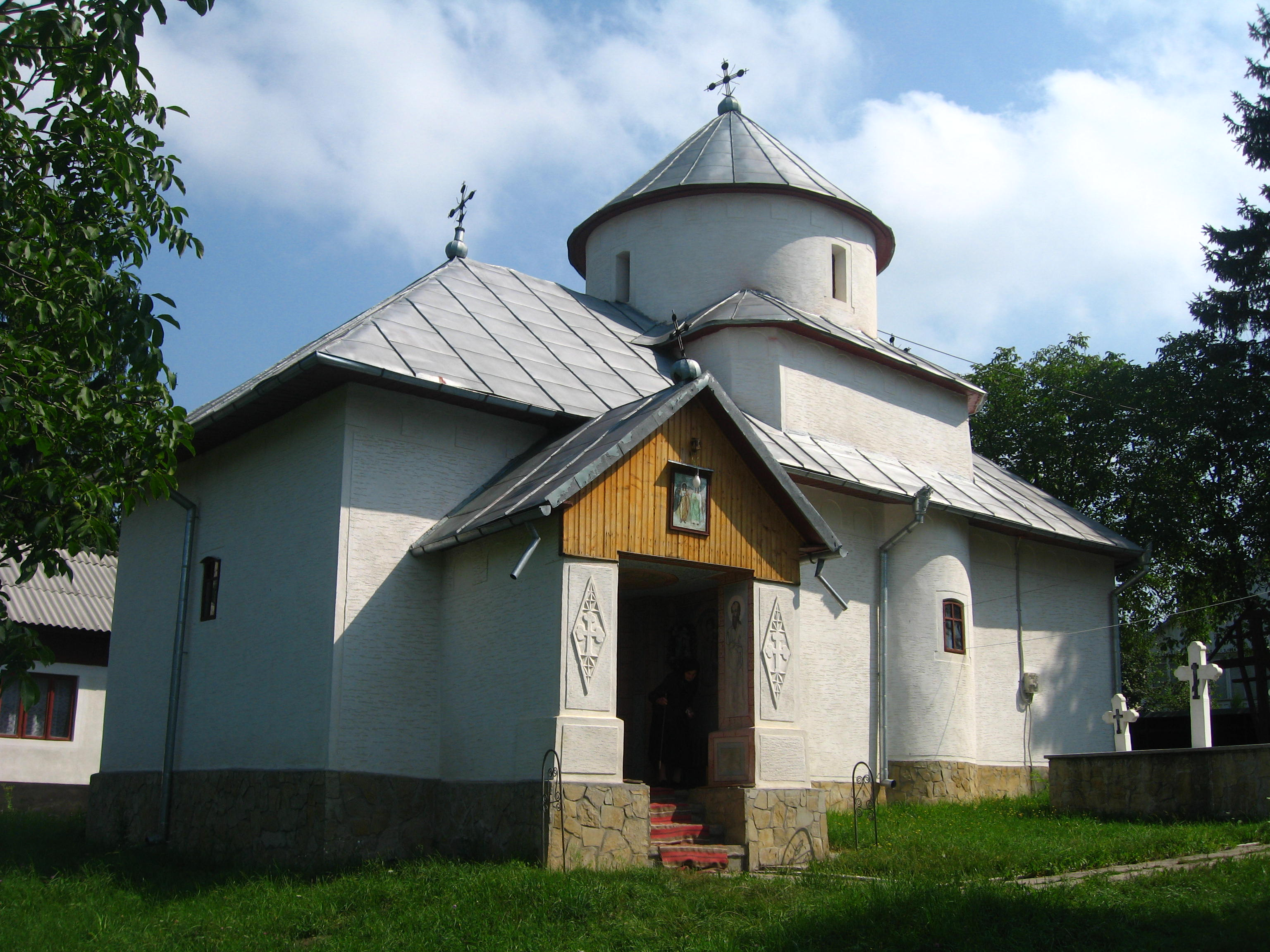
Biserica, zidul înconjurător şi poarta de intrare
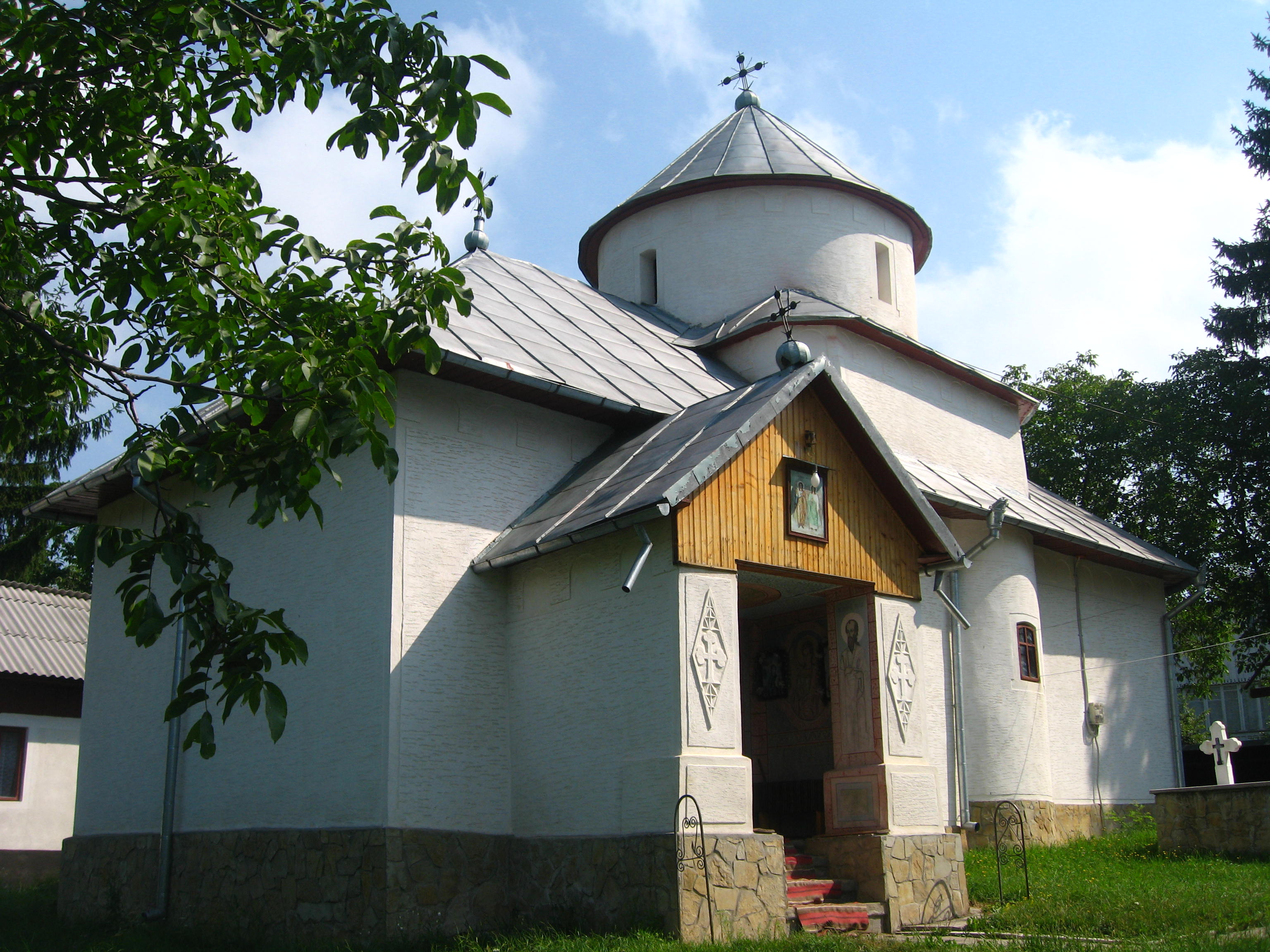
Biserica şi poarta de intrare
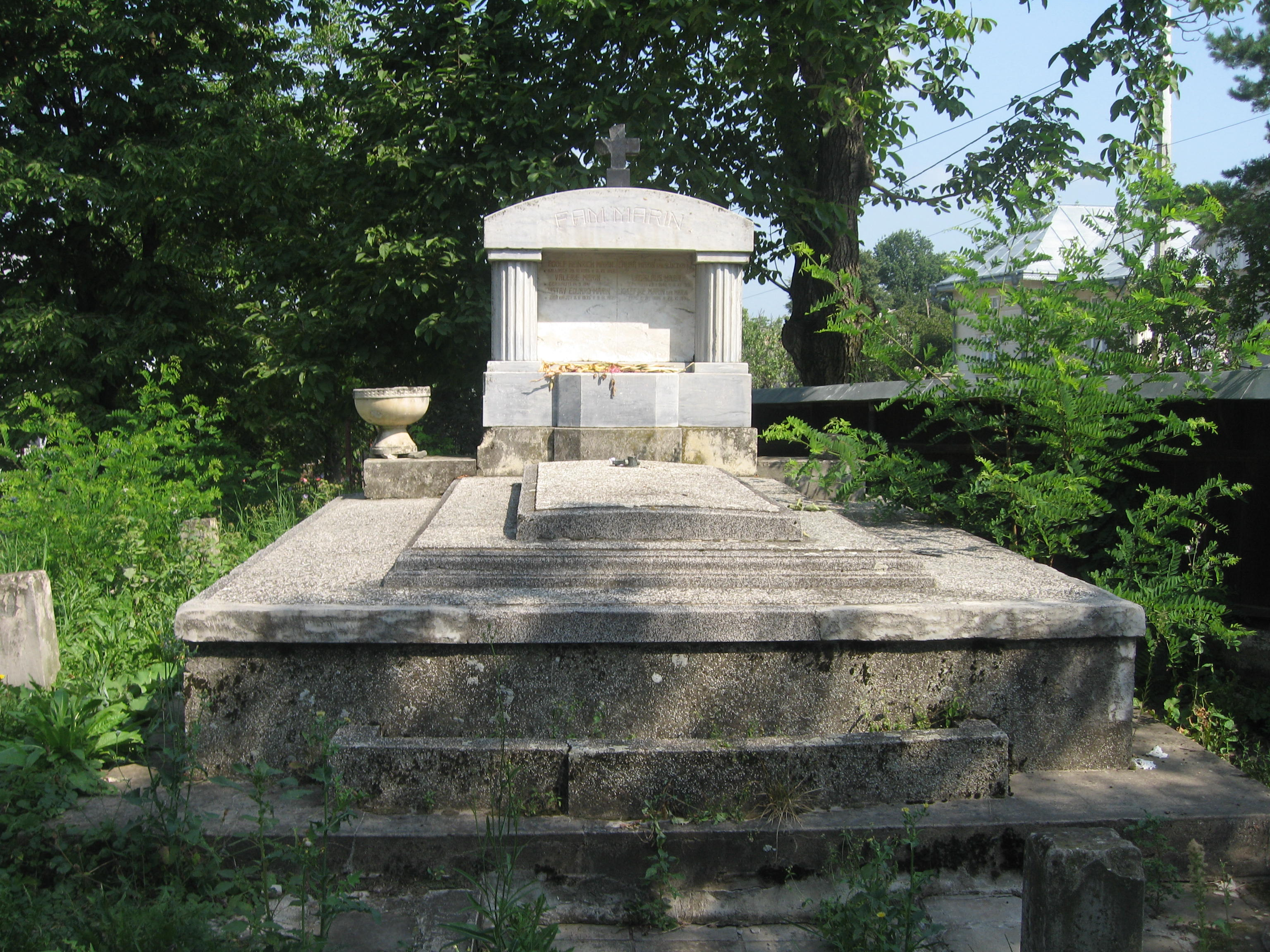
Cavoul familiei Marin
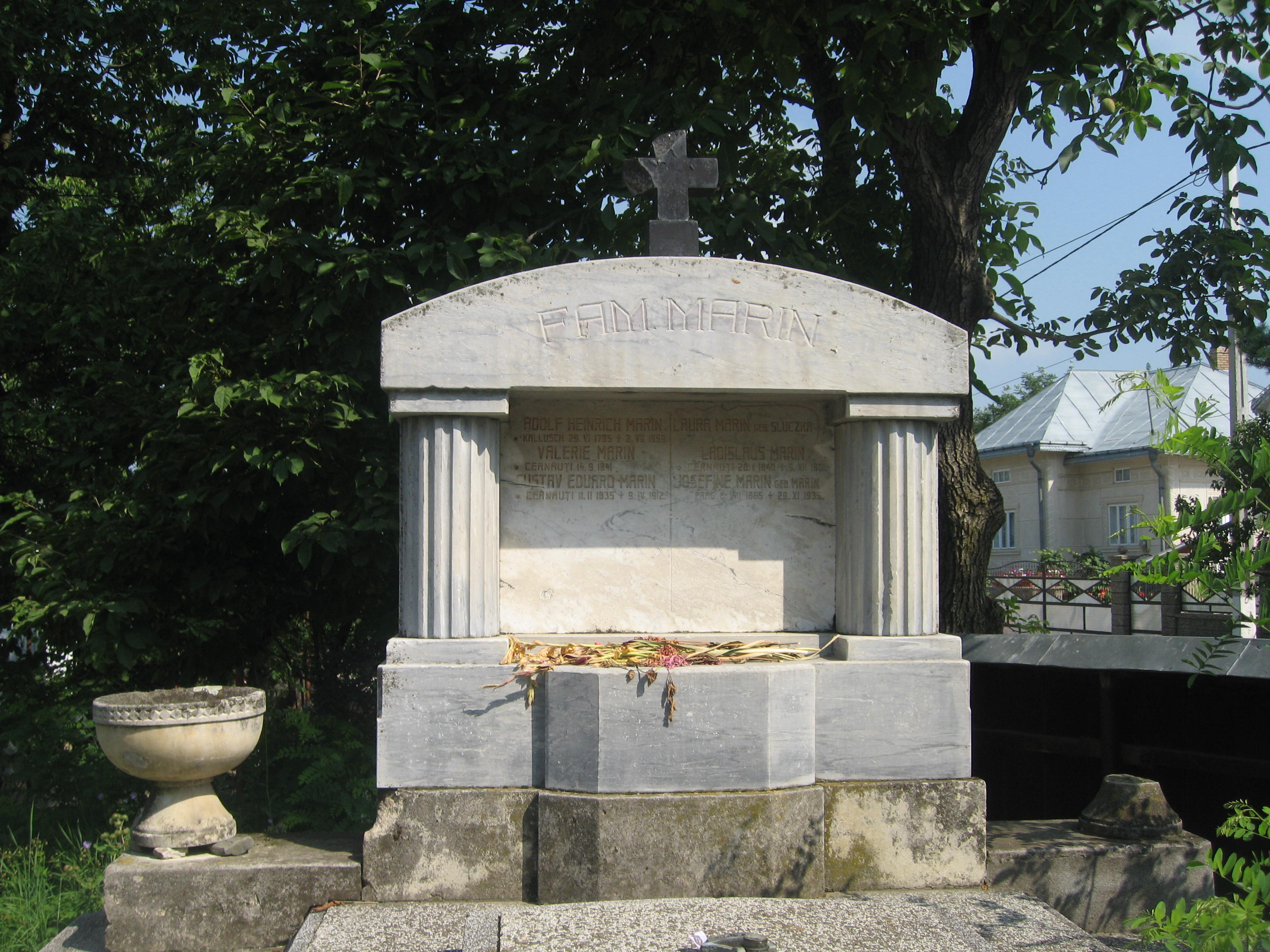
Cavoul familiei Marin
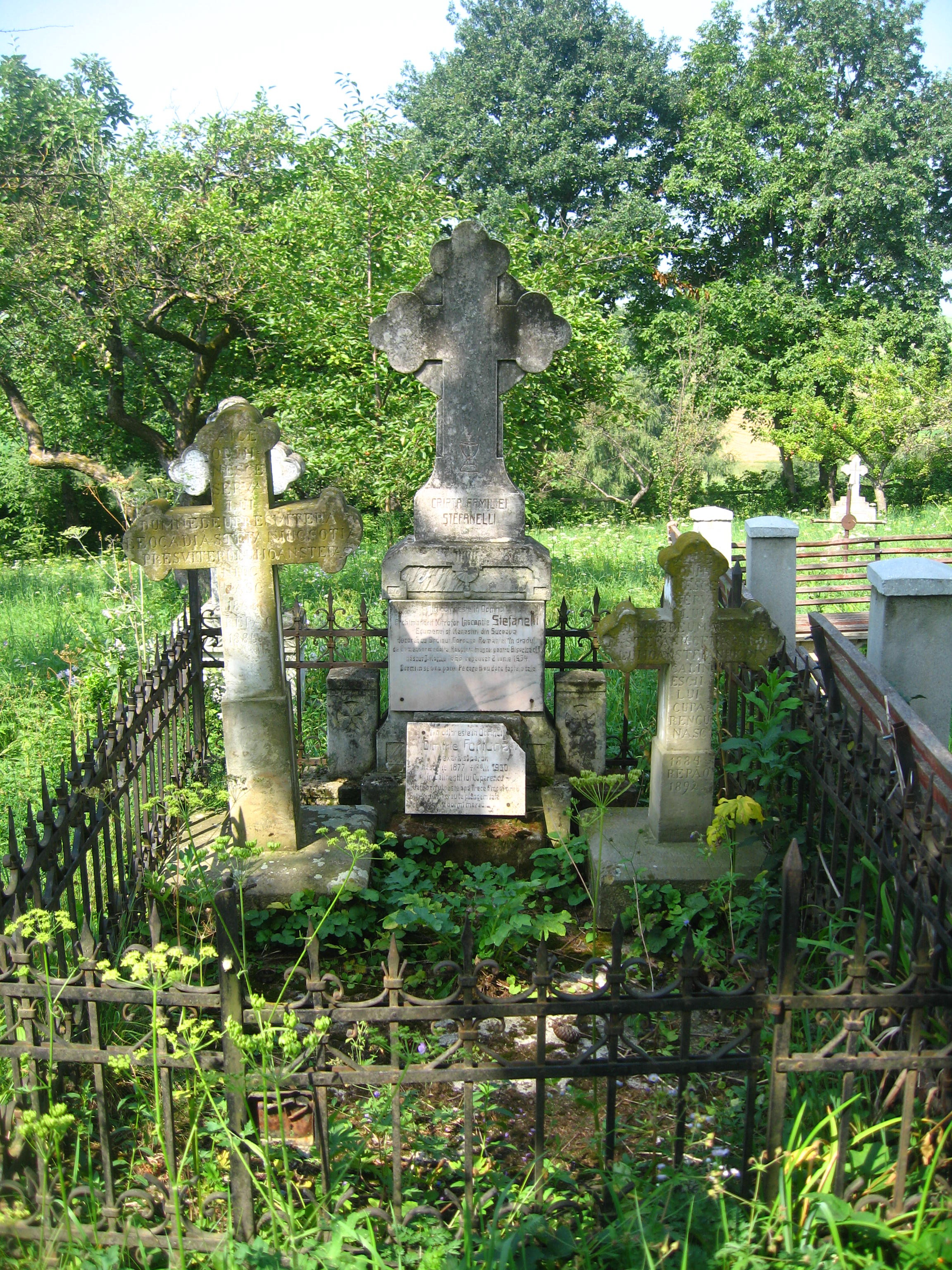
Mormintele preoţilor din Călinești-Cuparencu
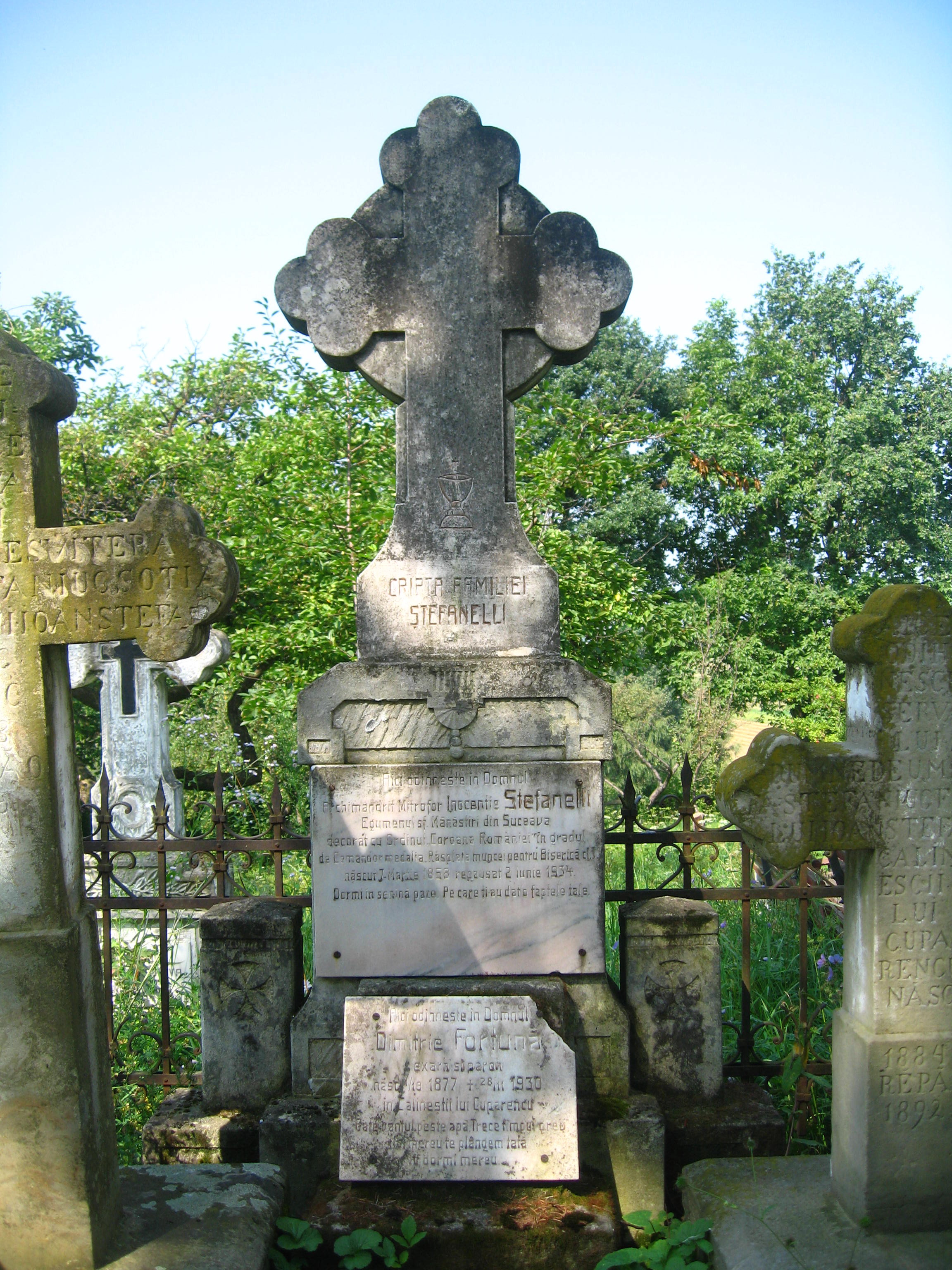
Crucea arhimandritului Inochentie Ştefanelli
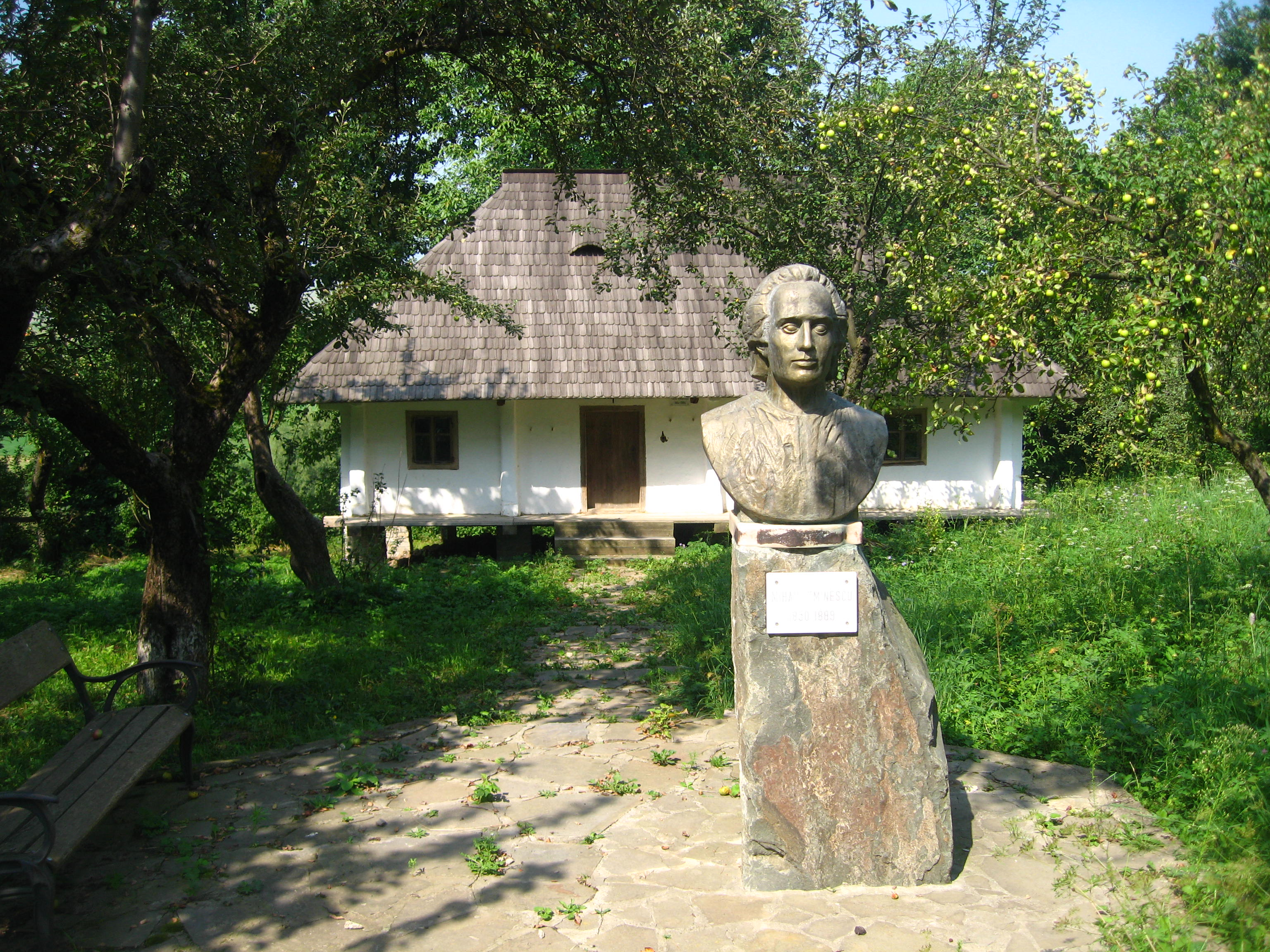
Casa Eminovici şi bustul poetului Mihai Eminescu
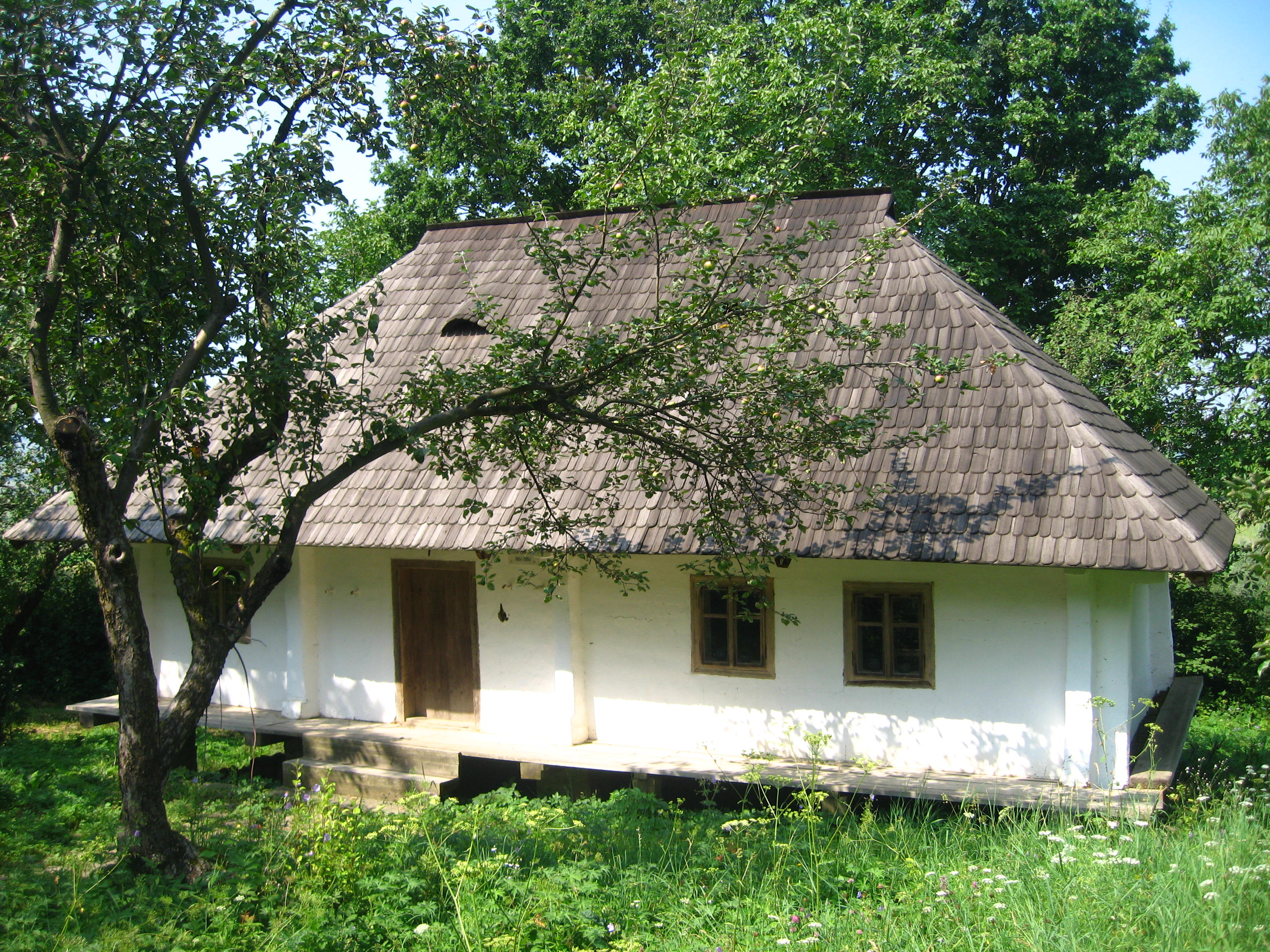
Casa Eminovici
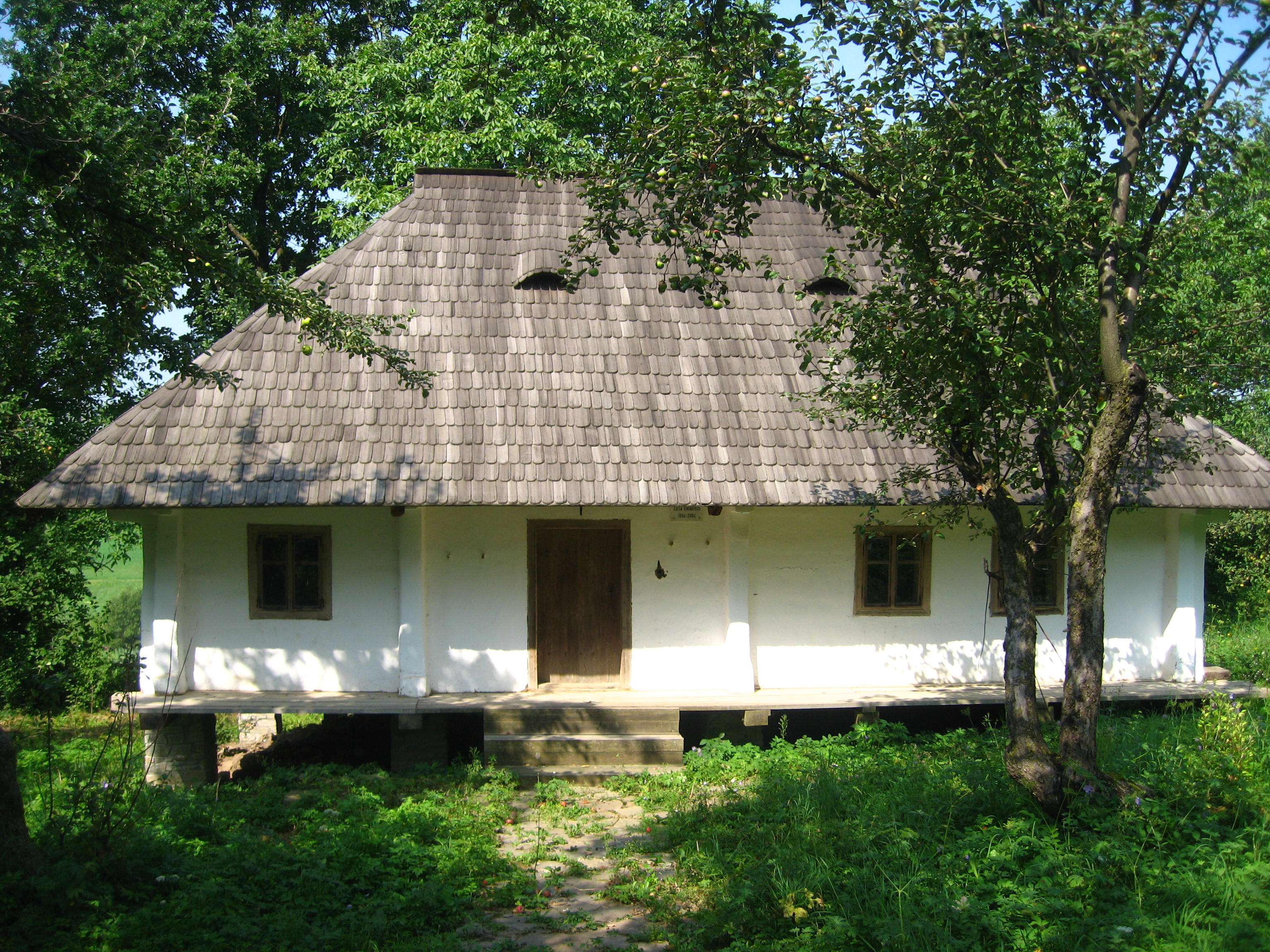
Casa Eminovici
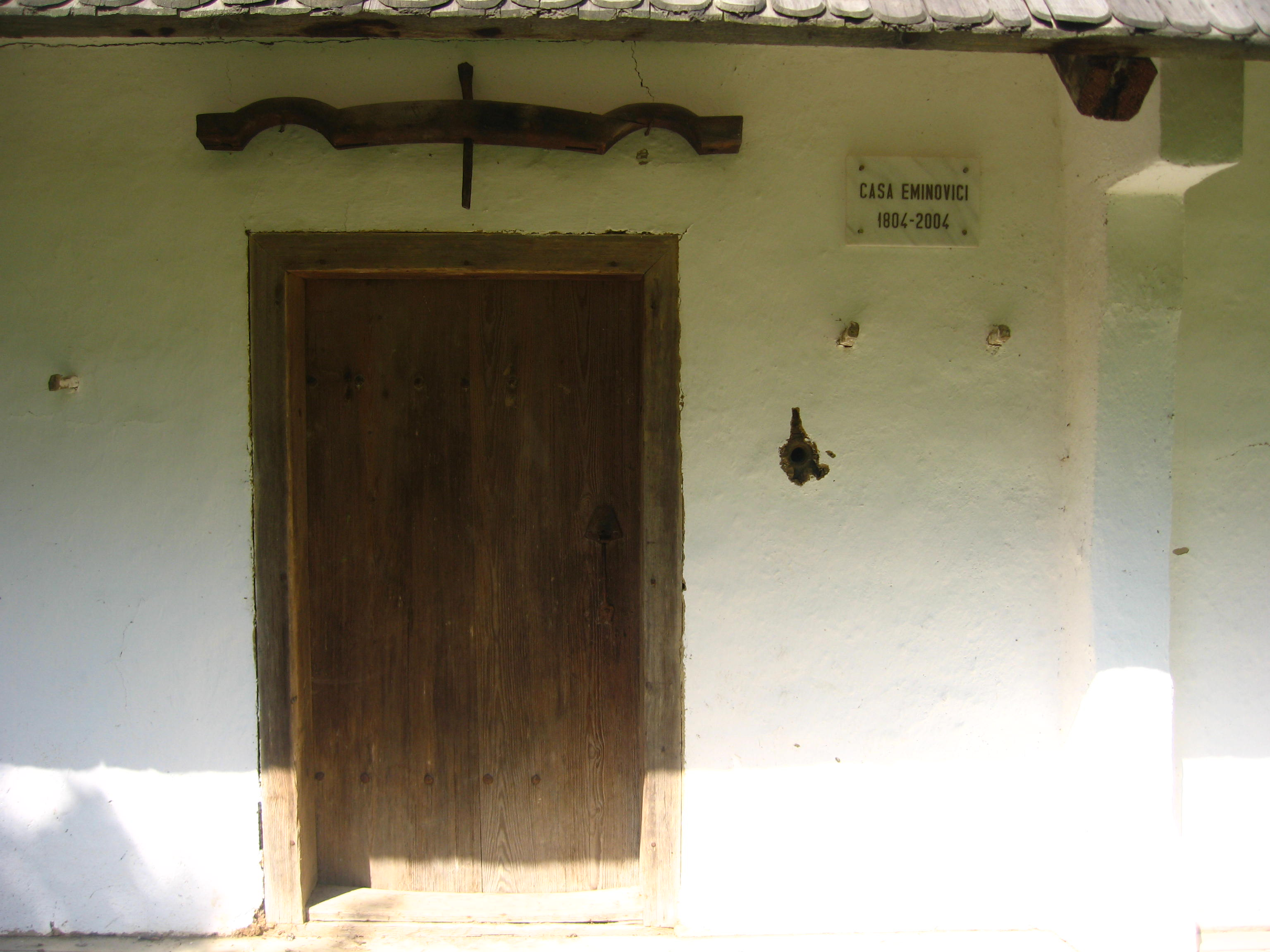
Uşa de intrare în Casa Eminovici